# ميدان السوق الكبير (بروج)

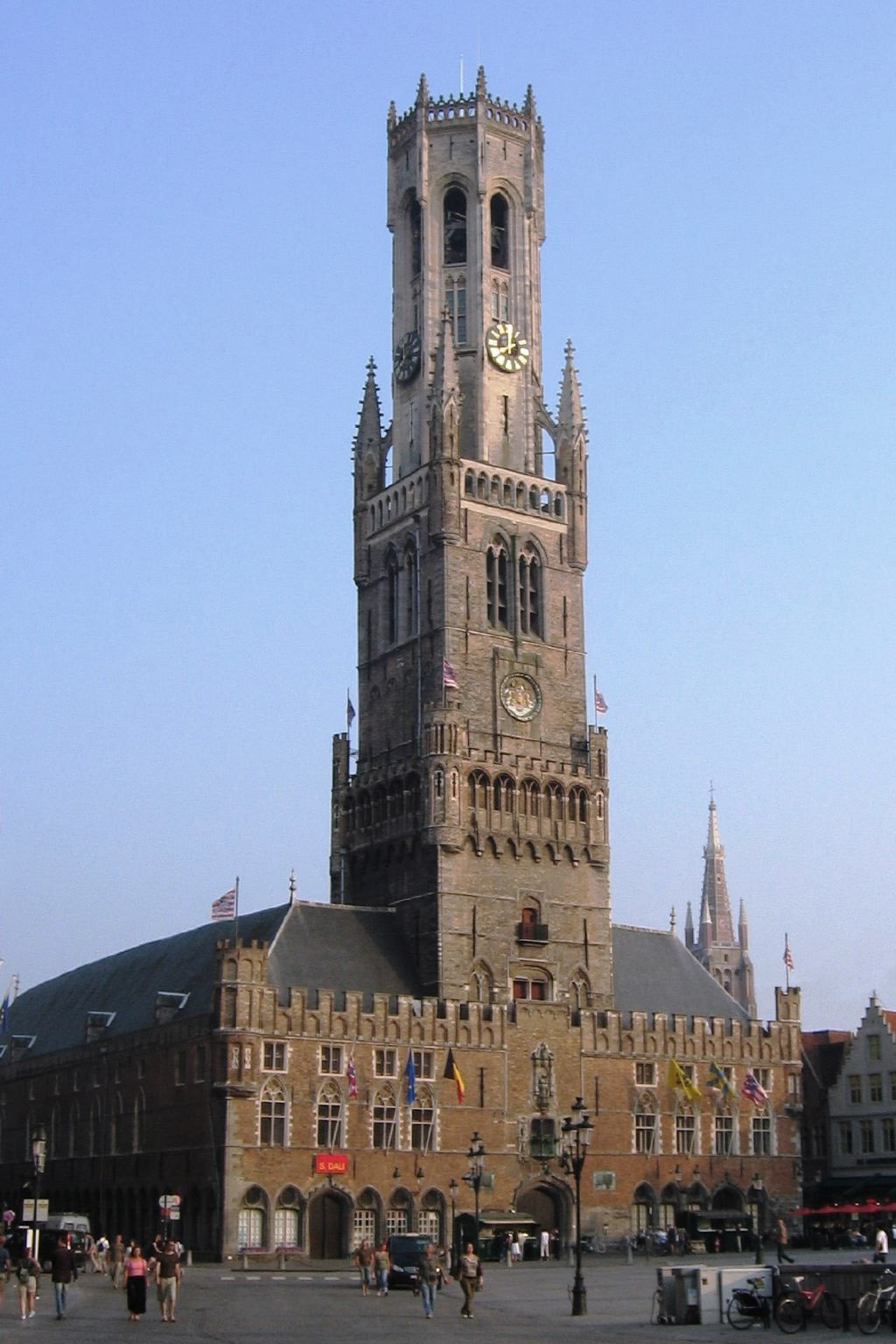
برج جرس بروج

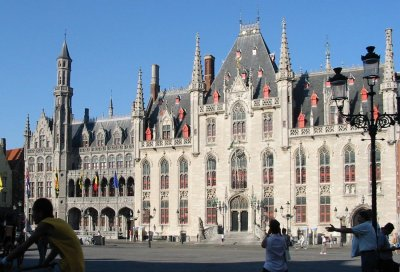
محكمة المقاطعة

ميدان السوق الكبير أو ماركت (بالهولندية: Grote Markt أو رسميا Markt) هو ميدان يقع في قلب مدينة بروج ويغطي مساحة حوالي هكتارا واحدا. من المعالم التاريخية حول الميدان  برج الجرس ومحكمة المقاطعة (في الأصل «واترهال» التي هدمت في عام 1787 ليحل مكانها مبنى كلاسيكيا استعمل منذ عام 1850 كمحكمة للمقاطعة، وبعد حريق في عام 1878 تم بناؤه على الطراز القوطي الحديث في عام 1887. في وسط السوق يقف تمثال يان بريديل وبيتر دي كونيك.
في عام 1995، تم ترميم السوق بالكامل. ألغي موقف السيارات في الساحة، وأصبحت المنطقة في معظمها خالية من حركة المرور، وبالتالي ملائمة للاحتفالات. تم افتتاح السوق المرمم في عام 1996 بحفل غنائي للمغني البلجيكي هيلموت لوتي.
إحداثيات: 51°12'31"N 3°13'28"E / 51.2085°N 3.22444°E

## وصلات خارجية
- كاميرا حية